# 小行星2246
小行星2246（2246 Bowell）是一颗绕太阳运转的小行星，为主小行星带小行星。该小行星于1979年12月14日发现。
該小行星以發現者愛德華·鮑威爾命名。

## 轨道参数
小行星2246的轨道半长轴为3.9466564 UA，离心率为0.092。